# Dolmen d'Amenon
Le dolmen d'Amenon (ou dolmen d'Amnon) est une allée couverte située au lieu-dit la pièce de la Ronce, à Saint-Germain-d'Arcé,  dans le département français de la Sarthe.

## Protection
L'édifice est classé au titre des monuments historiques depuis le 21 mai 1976.

## Description
L'édifice est une allée couverte très endommagée. Une seule table de couverture est demeurée en place. Le sol de la chambre est recouvert d'un dallage composé de plaquettes de grès et d'une énorme dalle.
Le matériel archéologique recueilli lors de la fouille s'est révélé très limité : une armature de flèche à pédoncule et ailerons, un grattoir, quelques éclats de silex et de rares tessons d'une céramique non identifiée.

## Historique
L'existence du dolmen d'Amenon est attestée pour la période du néolithique. À cette époque, vers la fin du IVe millénaire av. J.-C., cette structure mégalithique est utilisée comme sépulture. Cette approximation chronologique a pu être effectuée notamment grâce au mobilier funéraire mis en évidence au sein du dolmen.